# Waldorf Astoria Hotels & Resorts
Pour les articles homonymes, voir Waldorf et Astoria.
Waldorf Astoria Hotels & Resorts (The Waldorf-Astoria Collection) est une chaîne hôtelière américaine du groupe Hilton Hotels & Resorts.

## Histoire
Depuis 2007, Hilton introduit plusieurs hôtels sous la marque Waldorf Astoria Hotels & Resorts dans 28 villes, dont Amsterdam, Beijing, Chicago, Dubaï et Shanghai.

### Hôtels
| Hôtel                                      | Localité                       | Pays                | Date                                                |
| ------------------------------------------ | ------------------------------ | ------------------- | --------------------------------------------------- |
| Arizona Biltmore Hotel                     | Phoenix (Arizona)              | États-Unis          | 1929                                                |
| Boca Beach Club                            | Boca Raton                     | États-Unis          |                                                     |
| Boca Raton Resort (en)                     | Boca Raton                     | États-Unis          | 1926 (Auberge du Cloître Ritz-Carlton)              |
| Casa Marina Resort                         | Key West                       | États-Unis          |                                                     |
| El Conquistador                            | Fajardo                        | États-Unis          |                                                     |
| Grand Wailea Resort (en)                   | Wailea                         | États-Unis          | 1991 (Grand Hyatt Wailea)                           |
| La Quinta Resort & Club (en)               | La Quinta                      | États-Unis          | 1926                                                |
| Las Casitas Village                        | Fajardo                        | États-Unis          |                                                     |
| Rome Cavalieri                             | Rome                           | Italie              |                                                     |
| The Reach                                  | Key West                       | États-Unis          |                                                     |
| The Roosevelt New Orleans (en)             | La Nouvelle-Orléans, Louisiane | États-Unis          | 2009 (1893 : "hôtel Grunewald")                     |
| Trianon Palace                             | Versailles                     | France              | 1910                                                |
| Waldorf Astoria Amsterdam (en)             | Amsterdam                      | Pays-Bas            | 2014 (bâtiments de 1665-1687)                       |
| Waldorf Astoria Beijing                    | Pékin                          | Chine               |                                                     |
| Waldorf Astoria Berlin (en)                | Berlin                         | Allemagne           | 2013                                                |
| Waldorf Astoria Chicago                    | Chicago                        | États-Unis          | 2012 (2009 : l'Elyséen)                             |
| Waldorf Astoria Dubai Palm Jumeirah        | Dubaï                          | Émirats             | 2013                                                |
| Waldorf Astoria Édimbourg - The Caledonian | Édimbourg                      | Écosse, Royaume-Uni | 2011 (1903 : "le Calédonien")                       |
| Waldorf Astoria Jeddah, Qasr Al Sharq      | Djeddah                        | Arabie saoudite     |                                                     |
| Waldorf Astoria Jerusalem                  | Jérusalem                      | Israël              | 2014 (1929-35 : "Palace Hotel")                     |
| Waldorf Astoria Orlando                    | Orlando (Floride)              | États-Unis          |                                                     |
| Waldorf Astoria Las Vegas                  | Nevada (Las Vegas)             | États-Unis          | Septembre 2018 (ancien Mandarin Oriental)           |
| Waldorf Astoria New York                   | New York, New York             | États-Unis          | 1931                                                |
| Waldorf Astoria Panama                     | Panama                         | Panama              |                                                     |
| Waldorf Astoria Park City                  | Park City (Utah)               | États-Unis          |                                                     |
| Waldorf Astoria Ras al-Khaimah             | Ras el Khaïmah                 | Émirats             |                                                     |
| Waldorf Astoria Shanghai on the Bund (en)  | Shanghai                       | Chine               | 2011 (1911, une aile; années 1920-30 Shanghai Club) |
| Waldorf Astoria Rabat Salé                 | Rabat                          | Maroc               | 2025                                                |